# Großenhausen
Großenhausen ist neben Altenhaßlau (Linsengericht), Eidengesäß, Geislitz (mit Hof Eich und Eichermühle) und Lützelhausen, einer der fünf Ortsteile der Gemeinde Linsengericht im hessischen Main-Kinzig-Kreis. 

## Geografie

### Geografische Lage
Der Ort liegt am nördlichen Rand des Naturparks Hessischer Spessart auf einer Höhe von 195 m über NHN, 4,5 km südöstlich von Gelnhausen. Die Gemarkungsfläche beträgt 4,68 km². Durch den Ort fließen der Brühlgraben, der Krötenbach  und der Lochgraben. 

### Verkehrsanbindung
Im Ort verläuft in Nord-Süd-Richtung die Kreisstraße, K 896. Durch den südlich gelegenen, zugehörigen Weiler, Walrode, läuft die Landesstraße L 3444 in Ost-West-Richtung.

### Nachbargemeinden
Die Nachbargemeinden sind im Uhrzeigersinn: die Ortsteile Geislitz und Hof Eich im Nord-Osten, Waldrode im Süd-Osten, der Ortsteil Horbach der Gemeinde Freigericht im Süd-Westen. Es folgt der Ortsteil Lützelhausen im Westen sowie Gelnhausen und Altenhaßlau im Norden.
| Lützelhausen, | Gelnhausen, Altenhaßlau                     | Geislitz, Hof Eich, |
| Lützelhausen, | Kompassrose, die auf Nachbargemeinden zeigt |                     |
| Horbach       |                                             | Waldrode            |

## Geschichte

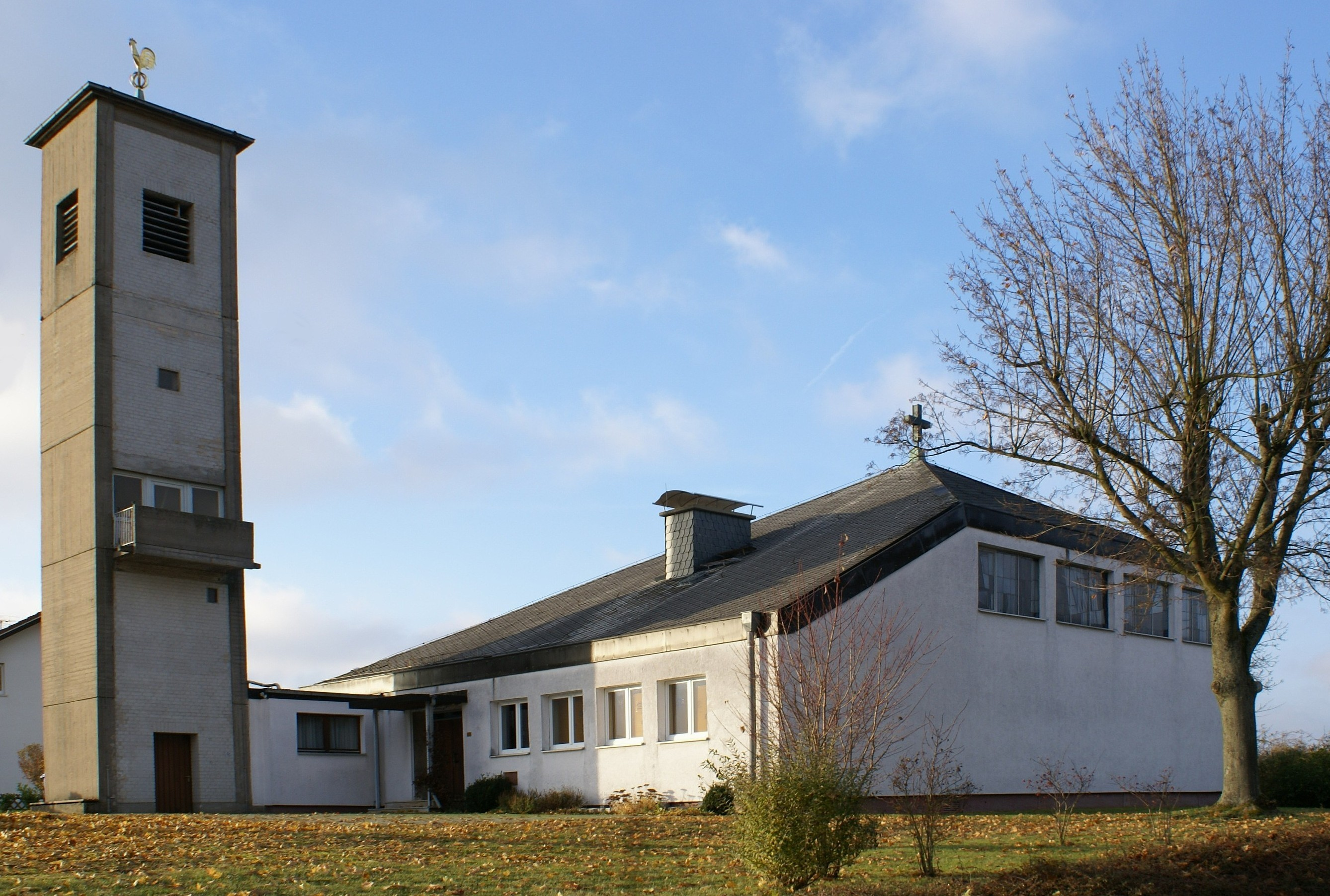
Evangelische Kirche in Großenhausen, Gemeinde Linsengericht. Ansicht von Südosten

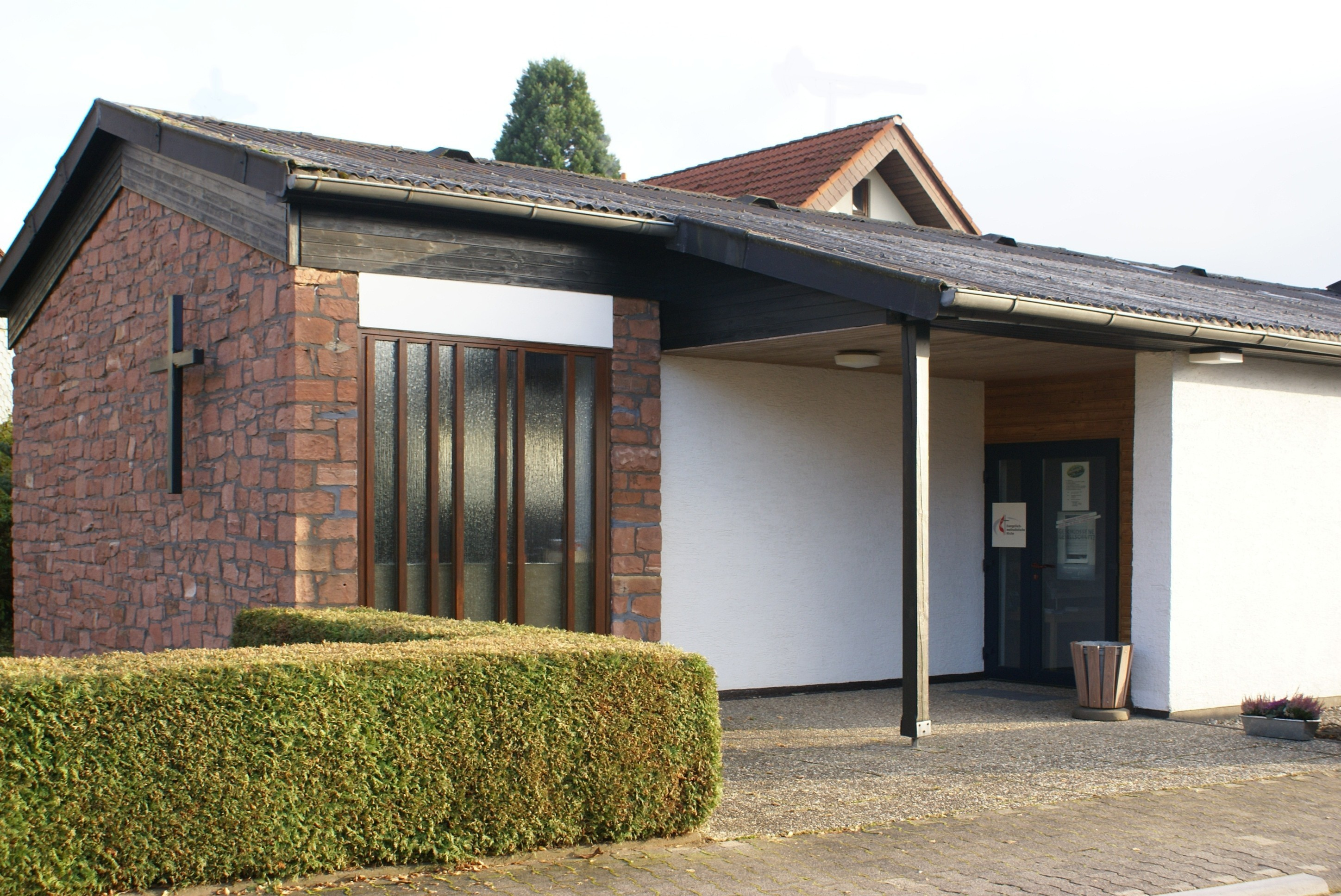
Evangelische Methodistenkirche in Großenhhausen

### Vorgeschichte
Der Ringwall Hainkeller verweist auf eine frühe Besiedelung der Region bereits im 4./3. Jh. v. Chr.

### Mittelalter
Die älteste bekannte urkundliche Erwähnung des Orts erfolgte unter dem Namen Groczinshusen im Jahr 1334.
Der Ort gehörte im Mittelalter zum Gericht Altenhaßlau, aus dem sich das Amt Altenhaßlau entwickelte, das zur Herrschaft Hanau, später zur Grafschaft Hanau und schließlich zur Grafschaft Hanau-Münzenberg gehörte. 

### Neuzeit
Vor und nach der Reformation war das Dorf in Altenhaßlau eingepfarrt, im 18. Jahrhundert dessen Filiale und später erneut eingepfarrt. Die Reformation schlug hier – wie in der gesamten Grafschaft Hanau-Münzenberg – nach 1597 die reformierte Richtung ein. Seit 1965 besitzt der Ort eine evangelische Kirche. Außerdem gibt es eine kleine Kirche der Methodisten, erbaut 1960.
Nach dem Tod des letzten Hanauer Grafen, Johann Reinhard III., im Jahre 1736 erbte Landgraf Friedrich I. von Hessen-Kassel aufgrund eines Erbvertrages aus dem Jahr 1643 die Grafschaft Hanau-Münzenberg und damit auch das Dorf Großenhausen. 1821 kam es, nunmehr im Kurfürstentum Hessen genannten Hessen-Kassel gelegen, bei einer dort durchgeführten grundlegenden Verwaltungsreform zu dem neu gebildeten Landkreis Gelnhausen. 1935 bis 1938 wurde an der Birkenhainer Straße der Weiler Waldrode gegründet.
Hessische Gebietsreform (1970–1977)
Die Gemeinde Linsengericht wurde zum 1. September 1970 im Zuge der Gebietsreform in Hessen durch den freiwilligen Zusammenschluss der vier bis dahin selbständigen Gemeinden Altenhaßlau, Eidengesäß, Geislitz und Großenhausen gegründet. Für alle Ortsteile von Linsengericht wurden Ortsbezirke mit Ortsbeirat und Ortsvorsteher nach der Hessischen Gemeindeordnung gebildet.

### Verwaltungsgeschichte im Überblick
Die folgende Liste zeigt die Staaten und Verwaltungseinheiten, denen Großenhausen angehört(e):
- vor 1458: Heiliges Römisches Reich, Grafschaft Hanau
- ab 1458: Heiliges Römisches Reich,  Grafschaft Hanau-Münzenberg, Amt Altenhaßlau
- ab 1643: Heiliges Römisches Reich, Landgrafschaft Hessen-Kassel (als Pfand), Grafschaft Hanau-Münzenberg, Amt Altenhaßlau
- ab 1803: Heiliges Römisches Reich, Landgrafschaft Hessen-Kassel, Fürstentum Hanau, Amt Altenhaßlau[Anm. 2]
- 1806–1810: Kaiserreich Frankreich,[Anm. 3] Fürstentum Hanau, Amt Altenhaßlau (Militärverwaltung)
- 1810–1813: Großherzogtum Frankfurt, Departement Hanau, Distrikt Gelnhausen
- ab 1816: Kurfürstentum Hessen,[Anm. 4] Fürstentum Hanau, Amt Altenhaßlau[7]
- ab 1821: Kurfürstentum Hessen, Provinz Hanau, Kreis Gelnhausen[8][Anm. 5]
- ab 1848: Kurfürstentum Hessen, Bezirk Hanau
- ab 1851: Kurfürstentum Hessen, Provinz Hanau, Amt Altenhaßlau
- ab 1867: Königreich Preußen,[Anm. 6] Provinz Hessen-Nassau, Regierungsbezirk Kassel, Kreis Gelnhausen
- ab 1871: Deutsches Reich, Königreich Preußen, Provinz Hessen-Nassau, Regierungsbezirk Kassel, Kreis Gelnhausen
- ab 1918: Deutsches Reich,[Anm. 7] Freistaat Preußen, Provinz Hessen-Nassau, Regierungsbezirk Kassel, Kreis Gelnhausen
- ab 1944: Deutsches Reich, Freistaat Preußen, Provinz Nassau, Kreis Gelnhausen
- ab 1945: Amerikanische Besatzungszone,[Anm. 8] Groß-Hessen, Regierungsbezirk Wiesbaden, Landkreis Gelnhausen
- ab 1946: Amerikanische Besatzungszone, Hessen, Regierungsbezirk Wiesbaden, Landkreis Gelnhausen
- ab 1949: Bundesrepublik Deutschland, Hessen, Regierungsbezirk Wiesbaden, Landkreis Gelnhausen
- ab 1968: Bundesrepublik Deutschland, Hessen, Regierungsbezirk Darmstadt, Landkreis Gelnhausen
- ab 1970: Bundesrepublik Deutschland, Hessen, Regierungsbezirk Darmstadt, Landkreis Gelnhausen, Gemeinde Linsengericht[Anm. 9]
- ab 1974: Bundesrepublik Deutschland, Hessen, Regierungsbezirk Darmstadt, Main-Kinzig-Kreis, Gemeinde Linsengericht

## Bevölkerung

### Einwohnerstruktur 2011
Nach den Erhebungen des Zensus 2011 lebten am Stichtag dem 9. Mai 2011 in Großenhausen 1533 Einwohner. Darunter waren 63 (4,1 %) Ausländer. Nach dem Lebensalter waren 240 Einwohner unter 18 Jahren, 636 zwischen 18 und 49, 378 zwischen 50 und 64 und 289 Einwohner waren älter. Die Einwohner lebten in 651 Haushalten. Davon waren 177 Singlehaushalte, 186 Paare ohne Kinder und 231 Paare mit Kindern, sowie 48 Alleinerziehende und 6 Wohngemeinschaften. In 114 Haushalten lebten ausschließlich Senioren und in 450 Haushaltungen lebten keine Senioren.

### Einwohnerentwicklung
| Quelle: Historisches Ortslexikon          |
| • 1587: 17 Schützen, 3 Spießer            |
| • 1632: 22 Dienstpflichtige               |
| • 1753: 50 Haushaltungen mit 199 Personen |
| • 1812: 36 Feuerstellen, 364 Seelen       |

| Großenhausen: Einwohnerzahlen von 1812 bis 2022 | Großenhausen: Einwohnerzahlen von 1812 bis 2022 | Großenhausen: Einwohnerzahlen von 1812 bis 2022 | Großenhausen: Einwohnerzahlen von 1812 bis 2022 | Großenhausen: Einwohnerzahlen von 1812 bis 2022 |
| --- | ----------------------------------------------- | ----------------------------------------------- | ----------------------------------------------- | ----------------------------------------------- |
| Jahr |                                                 |                                                 |                                                 | Einwohner                                       |
| 1812 | 1812                                            |                                                 | 364                                             | 364                                             |
| 1834 | 1834                                            |                                                 | 291                                             | 291                                             |
| 1840 | 1840                                            |                                                 | 289                                             | 289                                             |
| 1846 | 1846                                            |                                                 | 330                                             | 330                                             |
| 1852 | 1852                                            |                                                 | 304                                             | 304                                             |
| 1858 | 1858                                            |                                                 | 300                                             | 300                                             |
| 1864 | 1864                                            |                                                 | 317                                             | 317                                             |
| 1871 | 1871                                            |                                                 | 325                                             | 325                                             |
| 1875 | 1875                                            |                                                 | 344                                             | 344                                             |
| 1885 | 1885                                            |                                                 | 281                                             | 281                                             |
| 1895 | 1895                                            |                                                 | 279                                             | 279                                             |
| 1905 | 1905                                            |                                                 | 284                                             | 284                                             |
| 1910 | 1910                                            |                                                 | 279                                             | 279                                             |
| 1925 | 1925                                            |                                                 | 304                                             | 304                                             |
| 1939 | 1939                                            |                                                 | 836                                             | 836                                             |
| 1946 | 1946                                            |                                                 | 627                                             | 627                                             |
| 1950 | 1950                                            |                                                 | 659                                             | 659                                             |
| 1956 | 1956                                            |                                                 | 554                                             | 554                                             |
| 1961 | 1961                                            |                                                 | 560                                             | 560                                             |
| 1967 | 1967                                            |                                                 | 749                                             | 749                                             |
| 1970 | 1970                                            |                                                 | 805                                             | 805                                             |
| 1980 | 1980                                            |                                                 | ?                                               | ?                                               |
| 1990 | 1990                                            |                                                 | ?                                               | ?                                               |
| 2000 | 2000                                            |                                                 | ?                                               | ?                                               |
| 2011 | 2011                                            |                                                 | 1.533                                           | 1.533                                           |
| 2022 | 2022                                            |                                                 | 1.531                                           | 1.531                                           |
| Datenquelle: Historisches Gemeindeverzeichnis für Hessen: Die Bevölkerung der Gemeinden 1834 bis 1967. Wiesbaden: Hessisches Statistisches Landesamt, 1968. Weitere Quellen: LAGIS; Zensus 2011; Gemeinde Linsengericht |                                                 |                                                 |                                                 |                                                 |

### Historische Religionszugehörigkeit
| • 1885: | 279 evangelische (= 99,29 %), zweikatholische (= 0,71 %) Einwohner |
| • 1961: | 459 evangelische (= 81,96 %), 73 katholische (= 13,04 %) Einwohner |

## Politik
Für Großenhausen besteht ein Ortsbezirk (Gebiete der ehemaligen Gemeinde Großenhausen) mit Ortsbeirat und Ortsvorsteher nach der Hessischen Gemeindeordnung.
Der Ortsbeirat besteht aus acht Mitgliedern. Bei den Kommunalwahlen in Hessen 2021 betrug die Wahlbeteiligung zum Ortsbeirat 56,94 %. Dabei wurden gewählt: je zwei Mitglieder der SPD und CDU, drei Mitglieder der „Bürgerliste/FWG Linzengericht“ (FWG) sowie ein Mitglied des Bündnis 90/Die Grünen. Der Ortsbeirat wählte Uwe Häuser (CDU) zum Ortsvorsteher.

## Öffentliche Einrichtungen

### Nahverkehr
Ganzjährig verkehrt die Buslinie MKK-63, des KVG und schafft öffentlichen Verkehrsanschluss zu allen Ortsteilen der Gemeinde Linsengericht, nach Gelnhausen und an die Kinzigtalbahn (Hessen) (Bahnhof Gelnhausen) sowie ins Freigericht. Es gilt der Tarif des Rhein-Main-Verkehrsverbundes.

### Freiwillige Feuerwehr Großenhausen
Die Freiwillige Feuerwehr Großenhausen wurde am 2. Februar 1896 gegründet. 1975 folgte die Gründung  einer Jugendfeuerwehr und 2016 der Kindergruppe Löschdrachen. Einsatz- und Gefahrenschwerpunkte sind:
- Gewerbebetriebe,
- Hotels und Gastronomie,
- Landwirtschaftliche Betriebe,
- Besetzung des ELW 1.

Die Einsatzabteilung besteht (Stand 2023) aus 30 Frauen und Männern. Die Jugendfeuerwehr Großenhausen zählt 3 Einsatzkräfte, die Kindergruppe 12 Kinder.

## Wirtschaft
Früher dominierte in Großenhausen Landwirtschaft, die es nach wie vor gibt. Aufgrund erhaltener Flurnamen ist Weinbau historisch nachgewiesen. Auch Flachs wurde angebaut. Bis vor einigen Jahrzehnten wurde aus einem ca. 100 m langen Stollen Schwerspat gewonnen. 1953 wurde erneut ein Weinberg angelegt, dessen Wein den Namen „Waldroder Spatz“ erhielt. Außerdem gibt es Fabrikationsbetriebe im Ort.

## Kultur und Sehenswürdigkeiten

### Kindertagesstätte
Die Kindertagesstätte Wirbelwinde  in kommunaler Trägerschaft befindet sich im Ortsteil Großenhausen. Die Kinder werden hier in 3 Kindergartengruppen mit je 2 Erziehungskräften betreut. Er ist behindertengerecht gebaut und verfügt über 75 Plätze, auch Ganztagsplätze mit Mittagessen sind vorhanden. Während der 3-wöchigen Schulferien gibt es die Möglichkeit andere Linsengerichter Einrichtungen zu besuchen.

### Schulen

#### Grund- und Hauptschulen
Grund- und Hauptschulen in der Gemeinde Linsengericht sind:
- Hasela-Grundschule, früher Grund- und Hauptschule in Altenhaßlau,
- Martinsschule, eine Förderschule für den Schwerpunkt geistiger Entwicklung, seit 1980[14]
- Brentano-Schule mit den Abteilungen: Förderschule mit Schwerpunkt Lernen, Förderschule mit Schwerpunkt Sprachheil-Förderung, sowie das Beratungs- und Förderzentrum
- Montessori-Schule[15]

#### Weiterführende Schulen
Weiterführende Schulen in der Region sind:
- Kopernikusschule im Freigericht, eine Kooperative Gesamtschule,
- Käthe-Kollwitz-Schule Langenselbold, eine Integrierte Gesamtschule,
- Alteburg-Schule in Kassel, eine Haupt- und Realschule,
- Grimmelshausen-Gymnasium Gelnhausen, ein Gymnasium mit Mittagsbetreuung.

### Vereine
Viele Vereinen prägen das kulturelle und das gesellschaftliche Leben in Großenhausen. Unter ihnen sind:
- Anglerclub 1970 e. V.
- Freiwillige Feuerwehr Großenhausen e. V.
- Fußballsportverein 1946 e. V.
- Great House Voices Großenhausen e. V.
- NABU Naturschutzbund Deutschland.
- Polizei- und Schutzhunde-Sportverein.
- Sport-Schützen-Verein Großenhausen 1925 e. V.
- Tennisclub am Spessart Großenhausen von 1985 e. V.
- Tierische Notfelle e. V.

Hinzu kommen übergeordnete Vereine, die Linsengericht insgesamt umfassen.

### Kulturdenkmäler
Siehe auch: Liste der Kulturdenkmäler in Linsengericht (Hessen)#Großenhausen